# ساولا
السَّوْلَة (الاسم العلمي: Pseudoryx nghetinhensis) أحد أندر الثدييات في العالم، من فصيلة البقريات التي تسكن الغابات. وجد في جبال أناميتي في فيتنام ولاوس، ذو قرابة من الماشية، الماعز والظباء.